# Fumigacija
Fumigacija je metoda zatiranja škodljivcev, pri kateri napolnimo prostor s hlapnim pesticidom - fumigantom, ki zaduši ali zastrupi tarčne organizme. Namenjena je predvsem zatiranju škodljivih žuželk, pa tudi drugih živali in rastlin v stavbah, prsti, skladiščenem zrnju itd. 
V osnovi se postopek začne z neprodušnim zaprtjem prostora, nato sledi izpust fumiganta, ki ga pustijo delovati ustrezno dolgo časa, na koncu pa je treba prostor dobro prezračiti.

## Fumiganti
Med pogosto uporabljanimi fumiganti so:
- vodikov cianid
- formaldehid
- fosfin
- metil izocianat
- 1,3-dikloropropen
- kloropiricin
- sulfuril fluorid
- jodoform

Ker gre za zdravju nevarne snovi, mora imeti oseba ali podjetje, ki opravlja fumigacijo, ustrezna dovoljenja in znanje. V preteklosti je bil za fumigacijo široko uporabljan tudi bromometan, vendar sta bila njegova proizvodnja in uporaba prepovedana z Montrealskim sporazumom, saj ta snov dokazano prispeva k uničevanju ozona.